# 廖凯原
廖凯原（Leo KoGuan，1955年2月15日—），印尼出生的华裔美國商人。他曾与前妻李泰一起经营软件服务企业SHI国际并担任非执行董事，此后进入房地产业，并曾控股上海新天地两家超五星酒店。至2022年，廖凯原为特斯拉第三大自然人股东。
自21世纪初开始，廖凯原开始冠名捐助中国多所知名大学法学院教学楼并创办奖学金，至2015年已累计捐资超过6亿元人民币，同时担任这些高校的名誉校董和兼职或名誉教职。但廖凯原本人奇特的观点和借助名校传播这些观点的举动也为他和受捐的学校带来了争议。

## 早期生活
廖凯原1955年出生於印度尼西亞，之後移民美國。廖凯原曾就读于哥伦比亚大学国际与公共事务学院，获得国际关系硕士学位。此后进入纽约法学院，获得法律博士学位。

## 经营企业

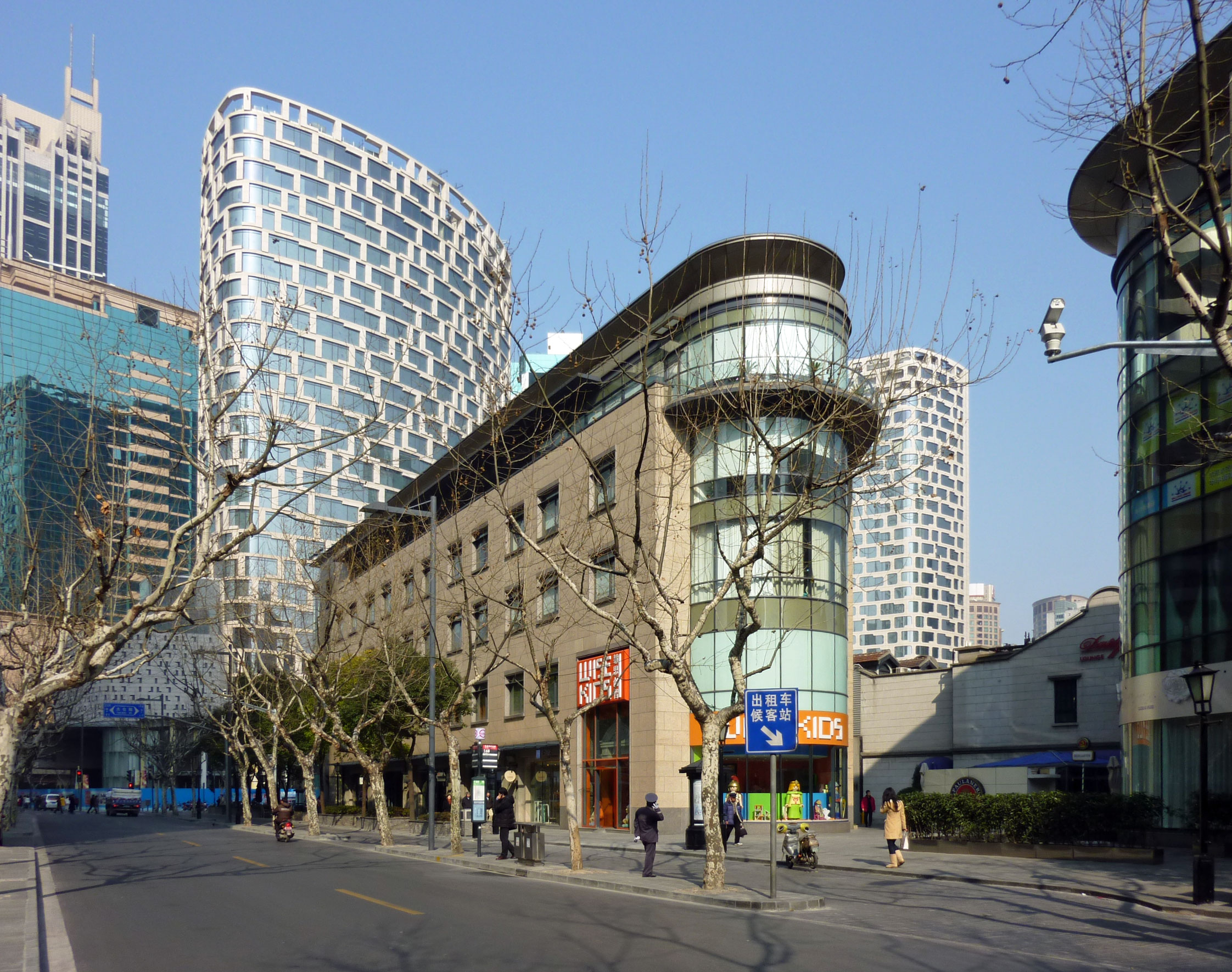
上海新天地朱美拉汉唐和康拉德两家酒店，位于图中背景

1989年，廖凯原与安默斯特學院毕业的韩裔李泰（Thai Lee，1958年11月7日-） 结婚，婚后两人在新泽西州并购了Lautek公司出售软件商业授权的部门软件屋（Software House），该部门曾拥有AT&T等大型客户。此后他们将公司更名为“国际软件屋公司”（Software House International，SHI）。2001年两人离婚，廖凯原仍担任该公司非执行董事并拥有40%的股份。至2021年，该公司拥有波音、AT&T等大客户，市值达到21亿美元。21世纪初，廖凯原开始进入房地产业。据公开报道，廖凯原曾在上海新天地区域内投资两家超五星级酒店，分别为“朱美拉汉唐新天地酒店”和“康拉德酒店”，廖凯原旗下“上海酒店投资有限公司”在其中拥有85%的股权。但在2009年，两项目被爆出停工，原因为投资方受到金融危机波及，此后该项目改由瑞安房地产接盘。

## 捐资助学

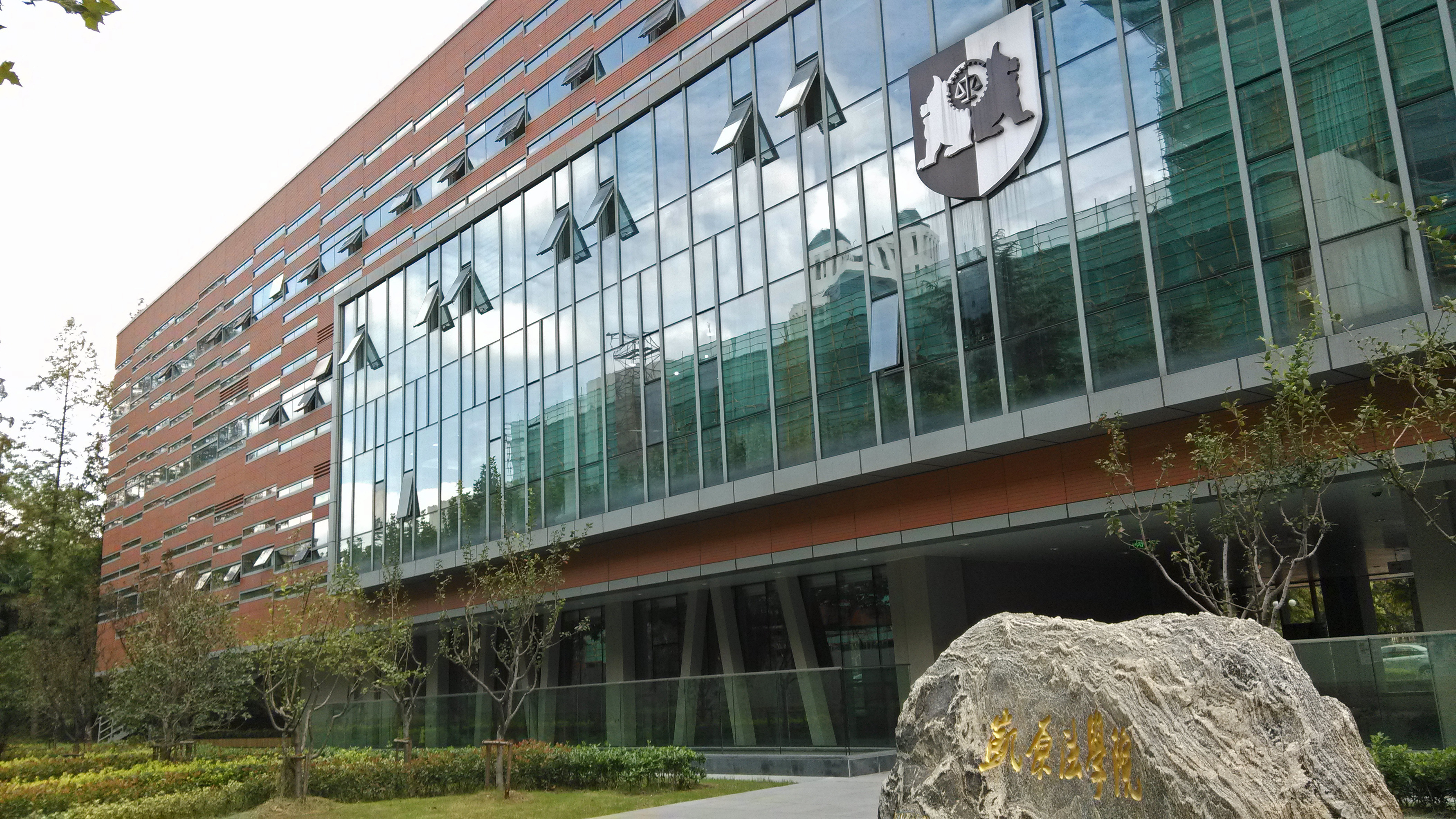
上海交通大学凯原法学院楼

2005年，廖凯原向北京大学政府管理学院捐资5320万元人民币建设新大楼，并冠名“廖凯原楼”，该楼于2006年落成。同年，廖凯原向北京大学法学院捐资3000万元人民币新建法学院教学大楼。2008年，廖凯原向上海交通大学法学院捐款3000万美元建设新法学大楼，法学院因而改名“凯原法学院”。2011年，廖凯原向清华大学捐资1亿元人民币用于法学教育，其中包含建设以自己的名字命名的清华大学法律图书馆。次年3月22日，廖凯原捐资建成的复旦大学法学院廖凯原法学楼落成。与此同时，廖凯原还向四校捐赠奖学金和奖教金。根据媒体统计，至2015年，廖凯原向四校捐赠的总金额达到6亿元人民币，其本人也获得了清华大学名誉校董、北京大学名誉校董、复旦大学校董、复旦大学法学院名誉教授、上海交大校董、上海交大凯原法学院名誉教授的称号。

## 观点与任职
廖凯原认为，自己的使命是“实现轩辕之梦”。廖凯原的作品包括《云中的天命人》、《轩辕召唤：轩辕4712中华共识》、《中国梦就是轩辕大同》、《轩辕反熵运行体系2.0》等，其中屡屡出现“KQID”、“轩辕4712年”、“轩辕反熵运行体系”等字眼，但少有人能读懂这些文字的含义。自2011年起，廖凯原在北京大学和清华大学法学院开设以“法治和天命”为主题的课程，但北京大学的课程在开设一学期后停办。除开设课程外，廖凯原还在北大、清华、复旦开设自己的研究中心。其中位于清华大学的凯原中国法治与义理研究中心还曾招聘部分研究《黄帝四经》和养生专家为其研究员。2014年加入该中心的张其成曾在2015年全国政协第十二届三次会议上提案要求启用“轩辕纪年”。

## 争议
廖凯原在捐资助学的同时在捐资的学校中谋取实质性的教职，其观点无法获得认同，这使得廖和受捐的四所名校受到了广泛的争议。曾担任清华凯原中国法治与义理研究中心执行主任的清华大学法学院教授徐炳认为，人们看不懂廖凯原的论文，只是因为他们“自己还没到那个程度”。其继任者湖南大学法学院院长杜钢建也认为，廖凯原是一个高水平的，“文理知识兼备”的人。但在网上，廖凯原的观点则遭到了网友的广泛挞伐和嘲讽。关于四所名校是否应当接受廖凯原的捐款，《财经》杂志主笔马国川认为，大学不应向金钱与权势低头。而上海金融与法律研究院研究员刘远举则引用前哈佛大学校长德里克·博克的观点认为，捐赠者的品格与高校是否受捐没有关系，观点错误的演讲也不会影响高校的学术自由水平。《环球时报》主编胡锡进在一篇使用笔名“单仁平”发表的文章中也认为，为了缓解经济困难，高校作出一些不违背原则的让步是可以理解的，一部分西方学校也会采取类似的举措。